# Fritillaria sororum
Fritillaria sororum là một loài thực vật có hoa trong họ Liliaceae. Loài này được Jim.Persson & K.Persson miêu tả khoa học đầu tiên năm 1998.